# Senegal Premier League
Die Senegal Premier League (früher als Division 1 oder Ligue 1 bekannt) ist die höchste Spielklasse des nationalen Fußballverbands des Senegal. Sie wurde 1960 gegründet und aktuell nehmen 14 Mannschaften an der Liga teil. Rekordmeister ist der ASC Diaraf mit 12 Titeln. 

## Bisherige Meister

### Division 1
- 1960: ASC Jeanne d’Arc (Dakar)
- 1961–63: unbekannter Meister
- 1964: Olympique Thiès (Thiès)
- 1965: unbekannter Meister

### Ligue 1
- 1966: Olympique Thiès (Thiès)
- 1967: Espoir de Saint-Louis
- 1968: Foyer France (Dakar)
- 1969: ASC Jeanne d’Arc (Dakar)
- 1970: ASC Diaraf (Dakar)
- 1971: ASFA Dakar (Dakar)
- 1972: ASFA Dakar (Dakar)
- 1973: ASC Jeanne d’Arc (Dakar)
- 1974: ASFA Dakar (Dakar)
- 1975: ASC Diaraf (Dakar)
- 1976: ASC Diaraf (Dakar)
- 1977: ASC Diaraf (Dakar)
- 1978: US Gorée (Dakar)
- 1979: AS Police (Dakar)
- 1980: SEIB (Diourbel)
- 1981: US Gorée (Dakar)
- 1982: ASC Diaraf (Dakar)
- 1983: SEIB (Diourbel)
- 1984: US Gorée (Dakar)
- 1985: ASC Jeanne d’Arc (Dakar)
- 1986: ASC Jeanne d’Arc (Dakar)
- 1987: SEIB (Diourbel)
- 1988: ASC Jeanne d’Arc (Dakar)
- 1988/89: ASC Diaraf (Dakar)
- 1990: UCST Port Autonome (Dakar)
- 1990/91: UCST Port Autonome (Dakar)
- 1991/92: ASEC Ndiambour (Louga)
- 1992/93: AS Douanes (Dakar)
- 1993/94: ASEC Ndiambour (Louga)
- 1995: ASC Diaraf (Dakar)
- 1996: SONACOS (Diourbel)
- 1997: AS Douanes (Dakar)
- 1998: ASEC Ndiambour (Louga)
- 1999: ASC Jeanne d’Arc (Dakar)
- 2000: ASC Diaraf (Dakar)
- 2000/01: ASC Jeanne d’Arc (Dakar)
- 2001/02: ASC Jeanne d’Arc (Dakar)
- 2002/03: ASC Jeanne d’Arc (Dakar)
- 2003/04: ASC Diaraf (Dakar)
- 2005: UCST Port Autonome (Dakar)
- 2006: AS Douanes (Dakar)
- 2006/07: AS Douanes (Dakar)
- 2008: AS Douanes (Dakar)

### Senegal Premier League
- 2009: ASC Linguère (Saint-Louis)
- 2010: ASC Diaraf (Dakar)
- 2010/11: US Ouakam (Dakar)
- 2011/12: Casa Sports FC (Ziguinchor)
- 2012/13: Diambars FC (Saly Portudal)[1]
- 2013/14: AS Pikine (Pikine)
- 2014/15: AS Douanes (Dakar)[2]
- 2015/16: US Gorée (Dakar)
- 2016/17: Génération Foot (Rufisque)
- 2017/18: ASC Diaraf (Dakar)[3]
- 2018/19: Génération Foot (Rufisque)[4]
- 2019/20: Abbruch nach 13 Spieltagen wegen der COVID-19-Pandemie, Tabellenführer: Teungueth FC (Rufisque)[5]
- 2020/21: Teungueth FC (Rufisque)[6]
- 2021/22:  Casa Sports FC (Ziguinchor)[7]
- 2022/23: Génération Foot  (Dakar)
- 2023/24: Teungueth FC (Rufisque)

## Meistertitel nach Verein
| Verein                             | Titel |
| ---------------------------------- | ----- |
| ASC Diaraf (früher France Foyer)   | 12    |
| ASC Jeanne d’Arc                   | 10    |
| AS Douanes                         | 6     |
| ASC SUNEOR (früher SEIB & SONACOS) | 4     |
| US Gorée                           | 4     |
| ASFA Dakar                         | 3     |
| ASEC Ndiambour                     | 3     |
| UCST Port Autonome                 | 3     |
| Génération Foot                    | 3     |
| Olympique Thiès                    | 2     |
| Teungueth FC                       | 2     |
| AS Police                          | 1     |
| Espoir de Saint-Louis              | 1     |
| ASC Linguère                       | 1     |
| US Ouakam                          | 1     |
| Casa Sports FC                     | 1     |
| Diambars FC                        | 1     |
| AS Pikine                          | 1     |